# Santi Reixach i Garriga
Santi Reixach i Garriga (La Vall de Bianya, 1956) és un polític català, alcalde de la Vall de Bianya des de 2011 i President del Consell Comarcal de la Garrotxa des de 2019.

## Trajectòria
Va estudiar a l'escola de la Vall de Bianya. Més endavant s'establí com a empresari del sector del transport, recollint llet dels masos disseminats del seu municipi. Posteriorment, va esdevenir alcalde de La Vall de Bianya a les eleccions municipals de 2011, guanyant per majoria absoluta i obtenint 8 dels 9 regidors possibles. Des de llavors, ha obtingut 9 dels 9 regidors possibles a les eleccions municipals de 2015, 2019 i 2023.
El 2019 fou escollit President del Consell Comarcal de la Garrotxa, càrrec que fou revalidat l'agost de 2023. Des del consell comarcal ha impulsat el Pla de Protecció de l’Alta Garrotxa. Com a president del Consell Comarcal, també ho és del Consorci Sigma.